# 鳥越信
鳥越 信（とりごえ しん、1929年12月4日 - 2013年2月14日）は、日本の児童文学研究者。元早稲田大学教授、元大阪国際児童文学館理事。

## 経歴
兵庫県神戸市生まれ。旧制姫路高等学校から1950年早稲田大学国文科に編入、 早大童話会に参加しつつ在籍中に、小川未明、濱田広介らの童話を、未来への展望がない形式だとして批判し、古田足日らとともに「少年文学宣言」を起草、童話会を早稲田大学少年文学会に改称した。
1953年卒業後は岩波書店編集部に勤務しながら児童文学の研究に努め、1957年退社後、東京学芸大学非常勤講師、1960年早稲田大学教育学部講師、1966年助教授、のち教授。この間、1976年『日本児童文学史研究』で日本児童文学者協会賞、1977年『日本児童文学史年表』で日本児童文学学会賞、毎日出版文化賞特別賞受賞。1982年、赤い鳥文学賞特別賞受賞。
1978年早大を退職後、「鳥越コレクション」と呼ばれた約12万冊の児童書・研究書を大阪府に寄贈した。これらをもとに、大阪府立国際児童文学館が開館し、鳥越はその総括専門員となった。その後、聖和大学大学院教授を務めた。聖和大学を定年退職後、中京女子大学（現・至学館大学）子ども文化研究所客員教授を務めた。1993年、国際グリム賞受賞。
古今東西の児童文学に通じ、書誌的研究や児童文学史に業績がある。初期には自ら創作もした。
1960年代から1970年代、翻訳児童文学のリライト、ダイジェストを非難して完訳主義を提唱し、そのため岩崎書店などの抄訳ものが衰退し、岩波書店、福音館書店の完訳ものが生き残った。また永井豪『ハレンチ学園』などのマンガと、これを擁護する阿部進を批判した。文学史家の宮崎芳彦は晩年、児童文学総合誌「ネバーランド」や遺稿集『戦後児童文学史の未解決点』（共にてらいんく）で鳥越ら童話会メンバーの数人を共産党員と断定し、その行動に対する批判を展開していた。
2009年には、大阪府が国際児童文学館を経費節減のため中央図書館に移転させる決定を行ったことに対して、橋下徹知事を相手に寄贈図書返却と文学館長としての収入の確保についての争議を起こし、同年3月に一部の寄贈図書の返還を求め、提訴すると表明した。同年2月26日、これに対して知事が全資料の返還に応じる発言をすると、鳥越は会見を開き「単に戻せというのではない。予算は凍結し、資料が生かされる道を原点にもどって考えようと言いたい」と述べた。
2013年2月14日、老衰のため死去。83歳没。
「子どもの本・九条の会」代表団員を務めていた。

## 著書
- ケンタッキーの勇者 （金の星社 1959年）（西部小説選集）
- 豪勇保安官 （金の星社 1962年）（西部小説選集）
- 児童文学入門 世界名作の子どもたち （国土社 1962年）
- 児童文学概論 （福田清人、滑川道夫共編 牧書店 1963年）
- 日本児童文学案内 （理論社 1963年）
- 児童文学への招待 （くろしお出版 1964年）
- 児童文学と文学教育 （牧書店 1965年）
- 3歳から6歳までの絵本と童話 （森久保仙太郎共著 誠文堂新光社 1967年）
- 日本児童文学史研究 （風濤社 1971年）
- 子どもの本の選び方・与え方 （三省堂 1973年）
- 児童文学の世界 （鳩の森書房 1973年）
- 子どもと文化・子どもと文学 （風濤社 1973年）
- 日本児童文学史年表 1 （明治書院 1975年）
- 日本児童文学史研究 2 （風濤社 1976年）
- 戦後児童文学への証言 （理論社 1978年）
- 四季の童話 （新日本出版社 1983年）
- 桃太郎の運命 （日本放送出版協会 1983年）（NHKブックス）
- 世界名作の子ども像 （大日本図書 1984年）
- 子どもが選んだ子どもの本 （篇、創元社 1990年9月）
- 子どものとき、この本と出会った （編 童心社 1992年12月）
- 絵本の歴史をつくった20人 （編 創元社 1993年）
- 近代日本児童文学史研究 （おうふう 1994年）
- 児童文学の大人たち 物語の中の名脇役 （文溪堂 1995年）
- 日本児童文学 （建帛社 1995年）
- 子どもの本のカレンダー （ゆまに書房 1996年）
- 子どもの替え歌傑作集 （平凡社 1998年）
- 子どもの本との出会い （ミネルヴァ書房 1999年）

## 翻訳
- 牝牛のキピー （エステル・グレトール 麦書房 1958年）
- ごめんなさいフォリオさん （ジョー・ファルタード ブックローン出版 1989年）

## 共編著
- はじめて学ぶ日本の戦争児童文学史 （長谷川潮共編著 ミネルヴァ書房 2012年）